# Call of Duty 2: Big Red One
Call of Duty 2: Big Red One (рус. «Зов Долга 2: Большая красная единица») — видеоигра в жанре трёхмерного шутера от первого лица на тему Второй мировой войны, разработанная компанией Treyarch, и изданная компанией Activision для GameCube, PlayStation 2 и Xbox в 2005 году. Игра дополняет оригинальную Call of Duty 2, вышедшую в том же году на PC и Xbox 360, и рассказывает о боях, в которых участвовала 1-я пехотная дивизия США, известная как «Big Red One».

## Игровой процесс
В целом, игра аналогична предыдущим частям в плане игрового процесса.
Был улучшен искусственный интеллект. Враг переговаривается между собой, разумно распределяя свои силы и планируя дальнейшие действия. Искусственный интеллект союзников также изменился: теперь он позволяет прикрывать игрока и сообщать о местонахождении противника.
В этой части серии не называется имя протагониста, звучит только его звание.

## Отзывы
| Сводный рейтинг | Сводный рейтинг | Сводный рейтинг | Сводный рейтинг |
| Издание         | Оценка          | Оценка          | Оценка          |
| Издание         | GC              | PS2             | Xbox            |
| --------------- | --------------- | --------------- | --------------- |
| GameRankings    | 78,40 %         | 79,74 %         | 78,92 %         |
| Metacritic      | 76/100          | 77/100          | 78/100          |

Игра получила положительные отзывы критиков.